# Георги Босолов
Георги Христов Босолов е български политик от БЗНС и БЗНС (казионен).

## Биография
Роден е на 14 юли 1896 г. в Ловеч. Член на БЗНС от 1920 г. Участва в съпротивата срещу Деветоюнския преврат (1923). След това емигрира първоначално в Румъния, а след това се мести в Югославия, Франция и Чехословакия. Записва се за студент по агрономство в Прага. Оцелява при атентата на 26 август 1923 г. при който загива дееца на БЗНС Райко Даскалов.
През 1931 г. се завръща в България. Избран е за общински съветник и помощник на кмета в продължение на четири месеца през 1932 г. Участва в контролния съвет на Воден синдикат „Осъм“ (1932 – 1933). Председател е на градската земеделска дружба и е член на нейното околийско ръководство (1931 – 1934). В периода 1934 – 1944 г. е преследван заради политическите си убеждения.
След 9 септември 1944 г. е председател на Градското и Околийското ръководство на БЗНС в Ловеч (1944 – 1951), на Градското и Окръжното ръководство на БЗНС (1959 – 1971). Секретар е на Окръжния комитет на ОФ в Плевен (1950 – 1951).  Член е на УС на БЗНС. Умира на 5 август 1971 г.